# Otto Dix
Otto Dix (ur. 2 grudnia 1891 w Gerze-Untermhaus, zm. 25 lipca 1969 w Singen) – niemiecki malarz, wykładowca i grafik.

## Życiorys

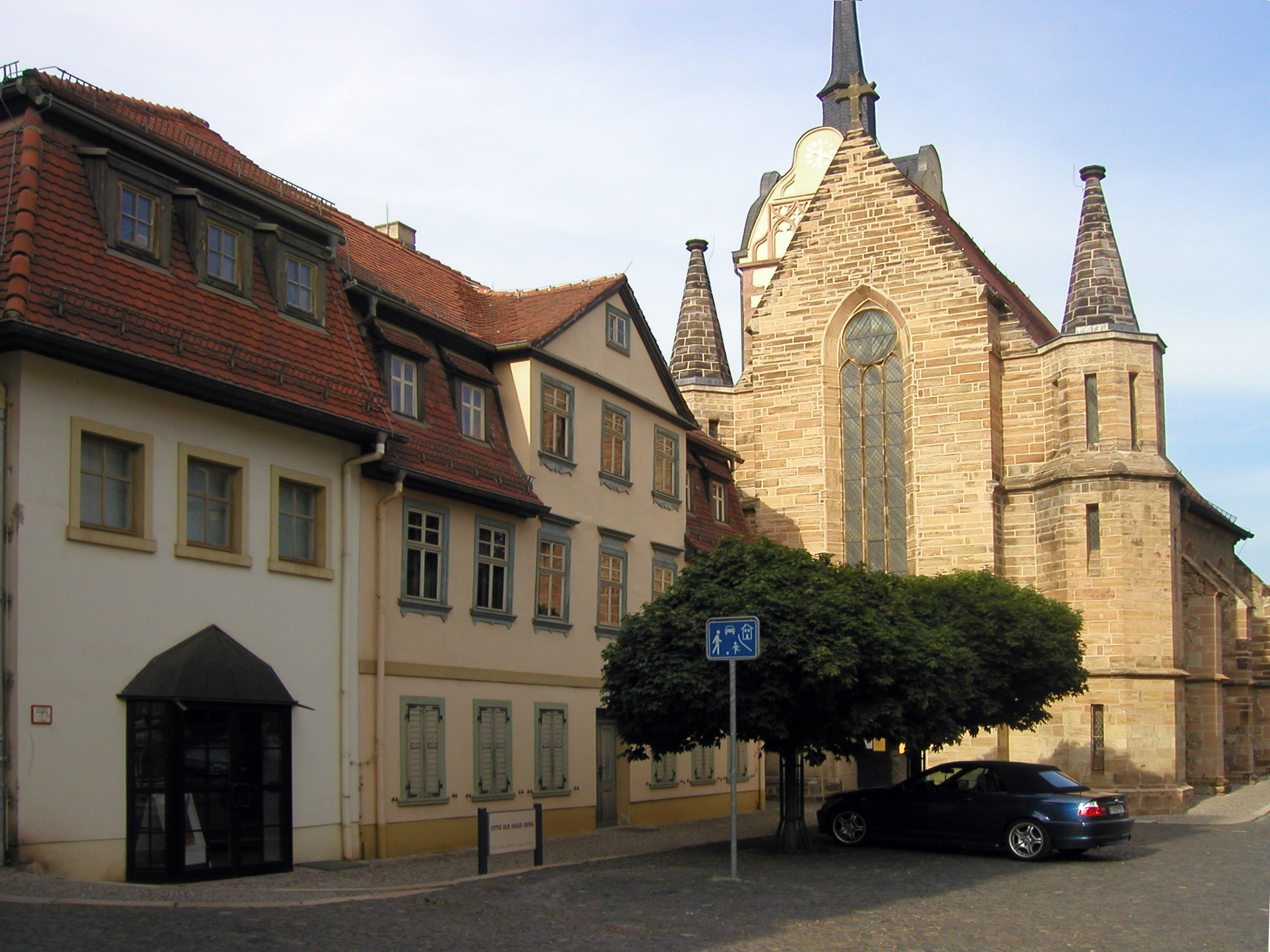
Dom Otto Dixa w Gerze

Pochodził z rodziny robotniczej i terminował jako malarz dekoracji od 1906 w Gerze i Pößneck. W 1910 otrzymał stypendium na studia w szkole wzornictwa przemysłowego (Kunstgewerbeschule) w Dreźnie. Walczył jako ochotnik przez cały okres I wojny światowej, aż do zwolnienia ze służby w grudniu 1918. W 1915 walczył w Szampanii, a w listopadzie został mianowany podoficerem i uhonorowany Krzyżem Żelaznym II klasy. Brał udział w bitwie nad Sommą, kampanii rosyjskiej i ponownie w lutym 1918 we Flandrii. Został ranny w sierpniu 1918, jednak stan zdrowia pozwolił mu jeszcze na przejście kursu przeszkolenia lotniczego.
W 1919 podjął studia na Akademii Sztuk Pięknych w Dreźnie (Kunstakademie), gdzie został jednym z członków założycieli Drezdeńskiej Secesji (Dresdner Sezessions-Gruppe). Dwa lata później przeniósł się do Düsseldorfu, w 1922 zmienił uczelnię, natomiast w 1923 poślubił Marthę Koch. W tym samym roku odbyła się pierwsza indywidualna wystawa malarza – w Galerii I.B. Neumanna w Berlinie. Do stolicy przeniósł się w 1925. Związał się z ruchem Nowa Rzeczowość (Neue Sachlichkeit). Pod koniec 1926 otrzymał katedrę profesorską na Akademii Sztuk Pięknych w Dreźnie i od kolejnego roku rozpoczął wykłady. W 1931 Otto Dix został przyjęty w poczet Preußische Akademie der Künste (Pruskiej Akademii Sztuk Pięknych).

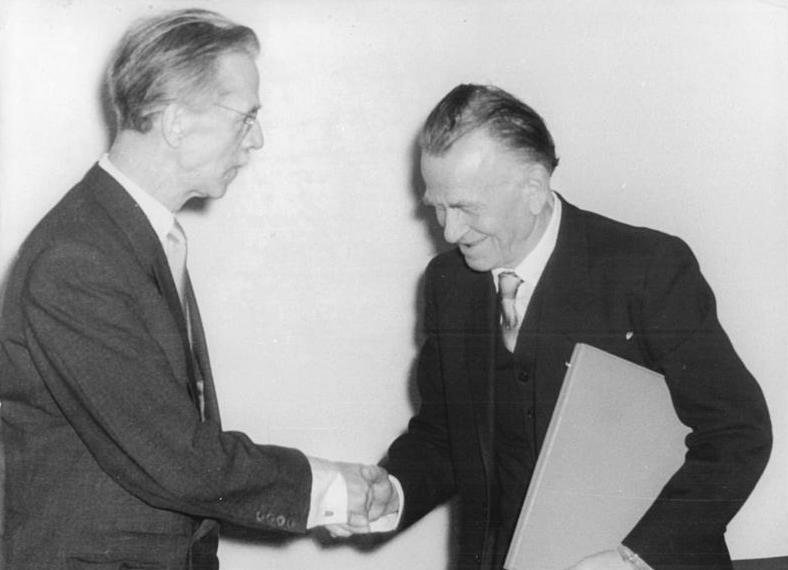
Otto Dix (po prawej), zdjęcie z 1957

Wiosną 1933 został pozbawiony profesury na Akademii w Dreźnie (podobnie jak np. Paul Klee) i członkostwa w Akademii oraz objął go zakaz wystawiania. Zdecydował się na przeprowadzkę do posiadłości pierwszego męża Marty, pałacu Randegg w pobliżu Singen. W 1936 przeniósł się z rodziną (żoną Martą oraz dziećmi: Nelly, Ursusem i Janem) do nowego domu w Hemmenhofen (część Gaienhofen). Wybór spośród jego dzieł prezentowano na wystawie sztuki zdegenerowanej. W utrzymaniu się rodziny w okresie hitlerowskim pomogły zakupy obrazów, dokonywane przez przyjaciół. Pod koniec II wojny światowej Otto Dix został jeszcze wcielony do Volkssturmu i trafił do francuskiej niewoli, w której przebywał do 1946. Od 1947 do 1966 corocznie podejmował wyjazdy twórcze do Drezna. 
Do lat 50. XX wieku odmawiał propozycji angażu jako wykładowca przez uczelnie z Niemieckiej Republiki Demokratycznej i Republiki Federalnej Niemiec. Później stał się członkiem zrzeszeń zarówno zachodnio-, jak i wschodnioniemieckich oraz wznowił wystawianie. Zmarł na zawał serca w szpitalu w Singen.

## Twórczość
Z okresu służby wojskowej pochodzi zbiór około 500 lub 600 grafik i akwarel dokumentujących wojnę. Początkowo odwoływał się do ekspresjonizmu, kubizmu i dadaizmu. Obraz Mädchen vor dem Spiegel (Dziewczyny przed lustrem, 1921) doprowadził Dixa przed sąd z powodu rzekomej demoralizacji, został jednak uniewinniony. Kolejny skandal wybuchł po prezentacji obrazu Schützengraben (Okop, 1923), a zainteresowane nim Wallraf-Richartz-Museum musiało unieważnić zakup ze względu na protesty. Obraz trafił na wystawy sztuki zdegenerowanej i po 1939 zaginął. Cykl grafik Der Krieg (Wojna) z lata 1923/24 był porównywany do Okropności wojny Goi. Od lat 20. XX wieku, poprzez przyjęcie Dawnych Mistrzów, zbliżył się do werystycznego kręgu Nowa Rzeczowość (Neue Sachlichkeit) i brał udział m.in. w wystawie tego ruchu w Kunsthalle Mannheim w 1925. Twórczość w latach 30. XX wieku doprowadziła do szykan ze strony nazistów, w tym pozbawienia profesury w Dreźnie. Obraz Siedem grzechów głównych przedstawiał Zazdrość z rysami Hitlera, przy czym wąsik został domalowany później. W 1937 Adolf Hitler powiedział stojąc przed obrazami Dixa:

Szkoda, że nie można zamknąć tych ludzi.

Po przeprowadzce nad Jezioro Bodeńskie skupił się na malowaniu pejzaży i scen chrześcijańskich, często jednak z podtekstem społeczno-politycznym. Zdecydowanie opowiadał się przeciw abstrakcjonizmowi i mimo rozwoju stylów nie zbliżał się nigdy do niego.

### Wybrane obrazy
- Autoportret jako żołnierz (1914/1915) – Kunstmuseum Stuttgart[3]
- Prager Straße (1920) – Kunstmuseum Stuttgart[3]
- Alfons i prostytutki (1922) – kolekcja prywatna
- Wojna (Der Krieg, 1923-1924) – cykl 50 grafik
- Wielkie miasto (Großstadt, 1927-1928) – tryptyk, Kunstmuseum Stuttgart
- Wojna (Der Krieg, 1929-1932) – tryptyk, Galeria Nowych Mistrzów w Dreźnie
- Siedem grzechów głównych (Die Sieben Todsünden, 1933) – Staatliche Kunsthalle Karlsruhe
- Flandria (Flandern, 1934-1936) – Neue Nationalgalerie w Berlinie

## Dom-muzeum
Dom rodziny Dix w Hemmenhofen, w którym artysta mieszkał aż do śmierci został w 2010 zakupiony i później wyremontowany oraz dostosowany do funkcji muzealnej przez fundację Otto-Dix-Haus-Stiftung e.V. W 2013 zabytkowy obiekt został przekazany Kunstmuseum Stuttgart, które odtąd prowadzi w domu swoją filię.